# 小苞爵床属
小苞爵床属（学名：Sphinctacanthus）是爵床科下的一个属，为直立亚灌木植物。该属共有6种，分布于孟加拉国、印度东北部、泰国和苏门答腊。